# Eucalyptus rhodantha
Eucalyptus rhodantha är en myrtenväxtart som beskrevs av William Faris Blakely och Steedman. Eucalyptus rhodantha ingår i släktet Eucalyptus och familjen myrtenväxter. Inga underarter finns listade i Catalogue of Life.

## Bildgalleri

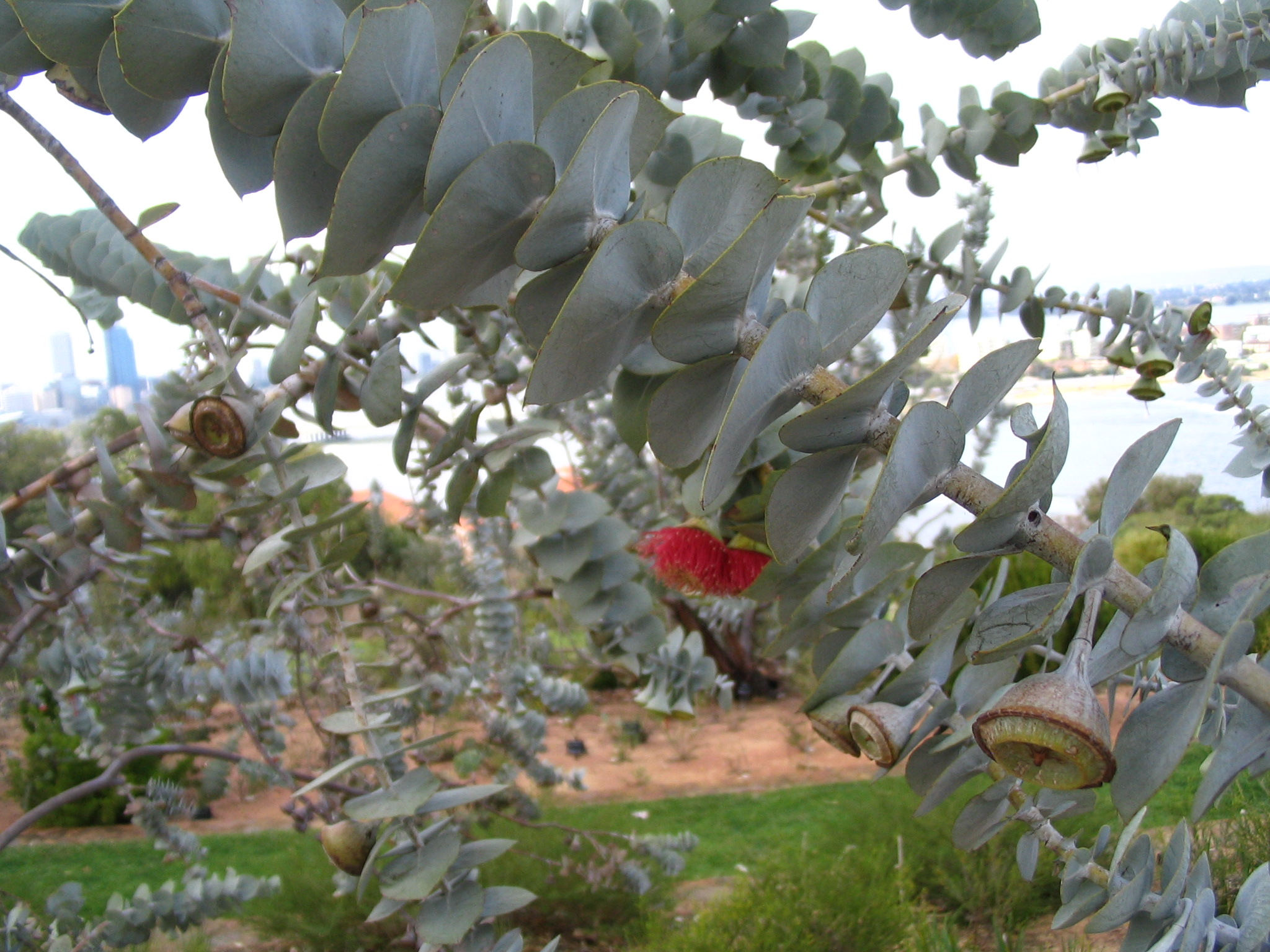